# Moorhead (Minnesota)
Moorhead ist eine Stadt (mit dem Status „City“) im Clay County im Nordwesten des US-amerikanischen Bundesstaates Minnesota. Im Jahr 2020 hatte Moorhead 44.505 Einwohner.
Moorhead ist Bestandteil der Fargo–Moorhead Metropolitan Area.

## Geografie
Moorhead liegt am Ostufer des Red River of the North, der die Stadt von Fargo in North Dakota trennt. Moorhead liegt auf 46°52′26″ nördlicher Breite und 96°46′02″ westlicher Länge und erstreckt sich über 34,8 km².

## Demografische Daten
Nach der Volkszählung im Jahr 2010 lebten in Moorhead 38.065 Menschen in 14.304 Haushalten. Die Bevölkerungsdichte betrug 1093,8 Einwohner pro Quadratkilometer. In den 14.304 Haushalten lebten statistisch je 2,41 Personen.
Ethnisch betrachtet setzte sich die Bevölkerung zusammen aus 90,7 Prozent Weißen, 2,0 Prozent Afroamerikanern, 1,5 Prozent amerikanischen Ureinwohnern, 2,0 Prozent Asiaten sowie 1,1 Prozent aus anderen ethnischen Gruppen; 2,6 Prozent stammten von zwei oder mehr Ethnien ab. Unabhängig von der ethnischen Zugehörigkeit waren 4,1 Prozent der Bevölkerung spanischer oder lateinamerikanischer Abstammung.
20,9 Prozent der Bevölkerung waren unter 18 Jahre alt, 67,6 Prozent waren zwischen 18 und 64 und 11,5 Prozent waren 65 Jahre oder älter. 51,6 Prozent der Bevölkerung war weiblich.

Das mittlere jährliche Einkommen eines Haushalts lag bei 46.794 USD. Das Pro-Kopf-Einkommen betrug 22.051 USD. 16,8 Prozent der Einwohner lebten unterhalb der Armutsgrenze.

## Söhne und Töchter der Stadt
- Jason Blake (* 1973), Eishockeyspieler
- Will Borgen (* 1996), Eishockeyspieler
- Ada Comstock (1876–1973), Hochschullehrerin und Präsidentin des Radcliff College
- Matt Cullen (* 1976), Eishockeyspieler
- Brian Lee (* 1987), Eishockeyspieler und -trainer
- Warren G. Magnuson (1905–1989), Kongressabgeordneter und Senator
- Dudley Powers (1911–2004), Cellist, Dirigent und Musikpädagoge
- Rachel Quaintance (* 1972), Schauspielerin
- Karl Truesdell (1882–1955), Generalmajor der United States Army

## Trivia
Moorhead war das Ziel der Musiker Buddy Holly, Ritchie Valens und The Big Bopper, die am 3. Februar 1959 bei einem Flugzeugabsturz bei Mason City ums Leben kamen. Das Unglück wird seitdem aufgrund der Popularität der Verstorbenen als The Day the Music Died bezeichnet.